# 조던 개버리스
조던 개버리스(Jordan Gavaris, 1989년 9월 25일 ~ )는 캐나다의 배우이다.

## 출연 작품
- 오펀 블랙 시즌3 (2015)
- 씨 오브 트리스 (2015)
- 오펀 블랙 시즌2 (2014)
- 오펀 블랙 시즌1 (2013)
- 커스 오브 처키 (2013)